# Sui iuris
Sui iuris, também escrito como júris sui (/ˈsuːaɪ ˈdʒʊərɪs/ ou /ˈsuːiʔ/ ), é uma frase Latina que significa literalmente "de seu próprio direito". É usado tanto no direito civil quanto no direito canônico pela Igreja Católica. O termo igreja sui iuris é usado no Código Católico de Cânones das Igrejas Orientais (CCEO) para designar as igrejas autônomas na comunhão católica: 
 Uma igreja sui iuris é "uma comunidade de fiéis cristãos, que é unida por uma hierarquia de acordo com a norma da lei e é expressa ou tacitamente reconhecida como sui iuris pela suprema autoridade da Igreja" (CCEO 27). O termo sui iuris é uma inovação do CCEO e denota a relativa autonomia das igrejas católicas orientais. Esse termo canônico, repleto de muitas nuances jurídicas, indica a missão dada por Deus das igrejas católicas orientais de manter sua natureza autônoma patrimonial. E a autonomia dessas igrejas é relativa no sentido de que está sob a autoridade suprema do Romano Pontífice. 
-Fr. Thomas Kuzhinapurath, Lei do Salvador, 1998

## Etimologia
O latim sui iuris (as palavras individuais que significam 'eu' e 'lei') corresponde ao grego 'αυτονόμος', do qual deriva a palavra portuguesa autonomia. 

## Direito canônico
Documentos da Igreja, como o Código de Cânones das Igrejas Orientais, aplicam o termo latino sui iuris às igrejas particulares que compõem a Igreja Católica, a Igreja Católica Romana e as pessoas em comunhão com ela. De longe, a maior das igrejas sui iuris é a Igreja Latina ou o Rito Latino. Sobre essa igreja em particular, o papa exerce sua autoridade papal, e a autoridade que em outras igrejas particulares pertence a um patriarca. Portanto, ele também foi referido como Patriarca do Ocidente. As outras Igrejas particulares são chamadas de Igrejas Católicas Orientais, cada uma das quais, se grande o suficiente, tem seu próprio patriarca ou outro hierarca-chefe, com autoridade sobre todos os bispos dessa Igreja ou rito específico. 
O mesmo termo é aplicado também a missões que carecem de clérigos suficientes para serem constituídas como prefeituras apostólicas, mas, por várias razões, têm autonomia e, portanto, não fazem parte de nenhuma diocese, vicariado apostólico ou prefeitura apostólica. Em 2004, havia onze missões: três no Atlântico, Ilhas Cayman, Ilhas Turcas e Caicos e Santa Helena, Ascensão e Tristão da Cunha ; dois no Pacífico, Funafuti (Tuvalu) e Tokelau ; e seis na Ásia central, Afeganistão, Baku (Azerbaijão), Quirguistão, Tajiquistão, Turquemenistão e Uzbequistão . 

### Exemplos de uso eclesiástico católico
- "As Igrejas Católicas Orientais não são comunidades 'experimentais' ou 'provisórias'; são Igrejas sui iuris; Uma, Santa, Católica e Apostólica, com a firme base canônica do Código de Cânones das Igrejas Orientais promulgada pelo Papa João Paulo II."
- "A hierarquia da Igreja Metropolitana Bizantina Sui iuris de Pittsburgh, nos Estados Unidos da América, reuniu-se em conjunto como o Conselho de Hierarquia da referida Igreja, em conformidade com o Código de Cânones das Igrejas Orientais,..."
- "Seria igualmente útil preparar um Diretório Empático que levaria em conta o caráter especial das Igrejas Orientais, de modo que a ênfase bíblica e litúrgica, bem como as tradições de cada Igreja Sui Iuris em petrologia, hagiografia e até iconografia sejam destacado na transmissão da catequese' (CCEO, cân. 621, §2)" João Paulo II
- "Em nome dos católicos do Quirguistão, gostaria de expressar nossa gratidão ao Santo Padre (papa) por suas orações e por tudo o que ele fez por nós:... e pela criação da nova 'missioni sui iuris 'na Ásia Central, de maneira especial — pela confiança depositada no ' Minima Societas Jesu', ao qual ele confiou a missão no Quirguistão."
- " ... Os raios que se originam no único Senhor, o sol da justiça que ilumina todo homem (cf. João 1,9 ), ... recebido por cada Igreja sui iuris, tem valor e dinamismo infinito e constitui parte da herança universal da Igreja". "Instrução para a aplicação das prescrições litúrgicas do código dos cânones das igrejas orientais", emitida em 6 de janeiro de 1996 pela Congregação para as igrejas orientais.

### Categorias de igrejassui iuris
Segundo o CCEO, as igrejas católicas orientais sui iuris são de quatro categorias. 

#### Igrejas patriarcais
Uma igreja patriarcal é uma forma adulta de uma igreja católica oriental. É 'uma comunidade de fiéis cristãos unida por' uma hierarquia patriarcal. O Patriarca, juntamente com o Sínodo dos Bispos, possui os poderes legislativos, judiciais e administrativos no território jurisdicional da igreja patriarcal, sem prejuízo dos poderes reservados, na lei comum ao pontífice romano (CCEO 55-150). Entre as igrejas orientais católicas, as seguintes igrejas são de status patriarcal: 
1. Igreja Católica Copta (1741): Cairo, (163.849), Egito
2. Igreja Maronita (união reafirmada em 1182): Bkerke, (3.105.278), Líbano, Chipre, Jordânia, Israel, Palestina, Egito, Síria, Argentina, Brasil, Estados Unidos, Austrália, Canadá, México.
3. Igreja Católica Siríaca (1781): Beirute, (131.692), Líbano, Iraque, Jordânia, Kuwait, Palestina, Egito, Sudão, Síria, Turquia, Estados Unidos e Canadá, Venezuela.
4. Igreja Católica Armênia (1742): Beirute, (375.182), Líbano, Irã, Iraque, Egito, Síria, Turquia, Jordânia, Palestina, Ucrânia, França, Grécia, América Latina, Argentina, Romênia, Estados Unidos, Canadá, Europa Oriental.
5. Igreja Católica Caldeia (1692): Bagdá, (418,194), Iraque, Irã, Líbano, Egito, Síria, Turquia, Estados Unidos.
6. Igreja Católica Grega Melquita (definitivamente 1726): Damasco (1.346.635), Síria, Líbano, Jordânia, Israel, Jerusalém, Brasil, Estados Unidos, Canadá, México, Iraque, Egito e Sudão, Kuwait, Austrália, Venezuela, Argentina.

#### Principais igrejas arquiepiscopais
As principais igrejas arquiepiscopais são as igrejas orientais, governadas pelos principais arcebispos, sendo assistidas pelo respectivo sínodo dos bispos. Essas igrejas também têm quase os mesmos direitos e obrigações das igrejas patriarcais. Um grande arcebispo é o metropolita de uma ver determinada ou reconhecida pela autoridade Suprema da Igreja, que preside a toda uma Igreja Oriental sui iuris que não se distingue com o título patriarcal. O que é declarado na lei comum relativamente às Igrejas patriarcais ou patriarcas é entendido como aplicável às grandes igrejas arquiepiscopais ou arcebispos maiores, a menos que a lei comum preveja expressamente o contrário ou seja evidente pela natureza da matéria" (CCEO.151, 152). Seguem-se as Igrejas Arquiepiscopais Maiores: 
1. Igreja Católica Siro-Malancar (1930): Trivandrum, (412.640), Índia, Emirados Árabes Unidos, Estados Unidos da América.
2. Igreja Siro-Malabar (1663): Ernakulam, (3.902.089), Índia, Oriente Médio, Europa e América.

1. Igreja Greco-romena unida a Roma, (1697): Blaj, (776.529), Romênia, Estados Unidos da América.
2. Igreja Católica Grega Ucraniana (1595): Kiev, (4.223.425), Ucrânia, Polônia, Estados Unidos, Canadá, Grã-Bretanha, Austrália, Alemanha e Escandinávia, França, Brasil, Argentina.

#### Igrejas metropolitanas
A igreja sui iuris, que é governada por uma metropolitana, é chamada de igreja metropolitana sui iuris . "Uma Igreja Metropolitana sui iuris é presidida pelo Metropolita de uma determinada Sé que foi nomeada pelo Romano Pontífice e é assistida por um conselho de hierarcas de acordo com a lei" (CCEO. 155§1). As igrejas metropolitanas católicas são as seguintes: 
1. Igreja Católica Etíope  (1846): Adis Abeba, (208.093), Etiópia, Eritreia.
2. Igreja Católica Rutena  (1646) - uma sui juris metropolia , uma eparquia  e um exarcado apostólico  : Uzhhorod, Pittsburgh, (594,465), Estados Unidos, Ucrânia, República Tcheca.
3. Igreja Católica Eslovaca Grega (1646): Prešov, (243,335), Eslováquia, Canadá.
4. Igreja Católica Eritreia (2015): Asmara, Eritreia [8]
5. Igreja Católica Grega Húngara (2015) - Hajdúdorog, (290.000), Hungria.

#### Outras igrejassui iuris
Para além das três formas de igrejas sui iuris acima mencionadas, existem algumas outras comunidades eclesiásticas sui iuris. É "uma Igreja sui iuris que não é nem patriarcal, nem arquiepiscopal maior, nem metropolitana, e é confiada a uma hierarquia que a preside de acordo com a norma de direito comum e a lei particular estabelecida pelo Romano Pontífice" (CCEO. 174). As seguintes igrejas são deste estatuto jurídico: 
1. Igreja Católica Grega da Albânia (1628) - administração apostólica: (3.510), Albânia.
2. Igreja Católica Grega da Bielorrússia (1596) - nenhuma hierarquia estabelecida no momento: (10.000), Bielorrússia.
3. Igreja Católica Grega Búlgara (1861) - exarcado apostólico: Sofia, (10.107), Bulgária.
4. Igreja Católica Bizantina da Croácia e Sérvia (1611) - uma eparquia e exarcado apostólico: Eparquia de Križevci para a Croácia, Eslovênia e Bósnia-Herzegovina e Exarcado Apostólico Católico Bizantino da Sérvia ; (21.480) + (22.653).
5. Igreja Católica Bizantina Grega (1829) - dois exarcatos apostólicos: Atenas, (2.325), Grécia, Turquia.
6. Igreja Católica ítalo-albanesa (nunca separada) - duas eparquias e um abade territorial: (63.240), Itália.
7. Igreja Católica Grega da Macedônia (1918) - uma eparquia: Skopje, (11.491), Macedônia.
8. Igreja Católica Grega Russa (1905) - dois exarcatos apostólicos, atualmente sem hierarquias publicadas: Rússia, China; Atualmente, cerca de 20 paróquias e comunidades estão espalhadas pelo mundo, incluindo cinco na própria Rússia, respondendo a bispos de outras jurisdições.

## Direito secular
No direito civil, a frase sui juris indica competência legal - a capacidade de gerenciar seus próprios negócios (Black's Law Dictionary, Oxford English Dictionary) - em oposição ao alieni juris, que significa alguém sob o controle de outro (como uma criança ou mentalmente). pessoa incapaz pode ser). 
Indica também uma pessoa capaz de processar e / ou ser processada em um processo legal em seu próprio nome (in personam) sem a necessidade de ad litem, ou seja, um representante nomeado pelo tribunal, agindo em nome de um réu, que é considerado incapaz de se representar. 

### Institucional
O Congresso dos Estados Unidos é um bom exemplo de instituição sui juris. As duas câmaras do Congresso se reúnem por direito próprio, conforme definido na Constituição dos EUA (Vigésima Emenda) em 3 de janeiro de cada ano. O presidente dos EUA não precisa convidar ou convocar o Congresso para se reunir em sessões regulares, mas tem a opção de convocar sessões especiais. Assim, nos Estados Unidos, o legislador funciona independentemente do executivo, mas existem alguns freios e contrapesos. 
Isso contrasta com muitas democracias parlamentares, como o Canadá e o Reino Unido, onde a rainha (o chefe de estado), a pedido do primeiro-ministro (o chefe de governo), tem poder para convocar, prorrogar ou dissolver o Parlamento, que não tem escolha no assunto. (No entanto, em 2019, a Suprema Corte do Reino Unido decidiu que o conselho do Primeiro Ministro de HM The Queen de prorrogar o Parlamento do Reino Unido tinha como objetivo privar o Parlamento da oportunidade de debater assuntos relacionados à saída do Reino Unido da União Europeia e, portanto, era ilegal e que o prorogo nunca aconteceu, portanto). 
Da mesma forma, na Índia, o Parlamento federal pode se reunir se e somente se o Presidente da Índia convocá-lo sob o conselho do Primeiro Ministro. Isso ocorre porque a Constituição indiana é amplamente baseada nas convenções do sistema Westminster que a Índia herdou e adaptou do domínio britânico. 